# Bheki Dlamini
Bheki R. Dlamini (* 1952) ist ein Politiker aus Eswatini (früher: Swasiland), der 2008 für einige Zeit kommissarischer Premierminister Eswatinis war.

## Leben
Dlamini war zwischen 2006 und 2013 Leiter des Kronamtes von König Mswati III. Nach der Entlassung der bisherigen Regierung von Premierminister Absalom Themba Dlamini wurde er am 18. September 2008 kommissarischer Premierminister von Swasiland. Er bekleidete dieses Amt bis zum 23. Oktober 2008 und wurde dann durch Barnabas Sibusiso Dlamini abgelöst.

## Weblink
- Eintrag in rulers.org